# Offene Tür (Klettern)
Beim Klettersport bezeichnet eine offene Tür eine spezielle instabile Gleichgewichtslage in senkrechten oder überhängenden Wandbereichen. Diese bewirkt, dass das Lösen einer Hand, um weiter zu greifen (Greifhand), ein seitliches Wegschwingen um die Körperlängsachse auslöst, bei dem sich der Fuß der Greifhandseite löst und zusammen mit der ganzen Greifhandkörperseite nach außen wegdreht. Gemäß dem Bild der offenen Tür wirken hierbei die haltende Hand und der gleichseitige Fuß als Scharniere der Tür, während die Tür sich der Schwerkraft folgend von selbst von der Wand oder dem Fels weg öffnet. Zur Vermeidung einer offenen Tür werden Techniken wie Fußwechsel, Eindrehen, Hooken (Heelhook, Toehook) oder Ägypter verwendet.